# Bitva o Severodoněck
Bitva o Severodoněck byla vojenské střetnutí mezi Ruskou federací a Ukrajinou, které začalo 2. března 2022 během ruské invaze na Ukrajinu v roce 2022 a skončilo 25. června téhož roku, kdy město bylo dobyto ruskou armádou. Bitva tak skončila vítězstvím Ruska, ovšem Ukrajincům se podařilo několik týdnů vázat a vyčerpávat značné množství sil a také získat cenný čas před dodávkou většího množství zbraní ze západu.
Ačkoli se Rusové snažili k Severodoněcku probít už v průběhu března, k samotnému útoku na město došlo až na konci května. Ruským jednotkám se sice následně podařilo rychle postoupit do centra města, z ukrajinského pohledu se však jednalo o léčku, která v noci z 2. na 3. června vyústila v nečekaný protiútok ukrajinské armády, který způsobil Rusům značné ztráty a přivedl je do několik týdnů trvajících pouličních bojů. Rusové tak kvůli možnému ohrožení svých jednotek nemohli účinně využít drtivou převahu dělostřelectva.
Horšící se situace v Severodoněcku a hrozba obklíčení následně přiměla ukrajinské velení k postupnému stažení svých jednotek z města. 3. července pak Ukrajinci ustoupili i ze sousedního Lysyčansku a okolních obcí, čímž umožnili útočníkům kontrolu nad celou Luhanskou oblastí.
V důsledku měsíců trvajícího ruského ostřelování a tvrdých pouličních bojů došlo dle místních autorit ke zničení nebo vážnému poškození 90 % všech budov ve městě.

## Pozadí
Město Severodoněck bylo se svými takřka 100 tisíci obyvateli před ruskou invazí největším městem a neformálním administrativním centrem Ukrajinou kontrolované části Luhanské oblasti. V květnu 2014 získali nad městem kontrolu proruští separatisté. V červenci téhož roku Severodoněck obsadila ukrajinská armáda. Město si nárokovala samozvaná Luhanská lidová republika.
Po ruském neúspěchu v kyjevské ofenzívě a ústupu od Kyjeva se invazní síly začaly soustředit primárně na oblast Donbasu. I vzhledem ke své historii a vysokému podílu ruskojazyčného obyvatelstva měl Severodoněck pro Rusy velký symbolický význam, a proto se stal jedním z hlavním cílů této fáze konfliktu.

## Bitva

### Počáteční boje
Severodoněck se stal od 28. února terčem ostřelování. Rusům se v úvodních dnech invaze podařilo postupovat směrem k městu ze severovýchodu od Starobilsku a východu od Novoajdaru a do 5. března postoupit v některých místech až k řece Severní Doněc. Od poloviny března probíhaly tvrdé boje o nedaleké město Rubižne na opačném břehu řeky, Rusové se zároveň neúspěšně pokoušeli útočit přímo na Severodoněck směrem od obce Borovenky.
18. dubna Rusko obnovilo ofenzivu na východní Ukrajině a zahájilo rozsáhlé nálety a bombardování v oblasti. Zatímco severně od města se útočníkům podařilo obsadit Kreminnu a dále se tlačit směrem na západ, v tvrdých bojích v okolí Rubižného a Severodoněcku se ani navzdory vysokým ztrátám na své straně nepodařilo dosáhnout úspěchu. Pro ukrajinské obránce v Severodoněcku a Lysyčansku však situace znamenala stále reálnější riziko obklíčení.

### Pokusy o obklíčení

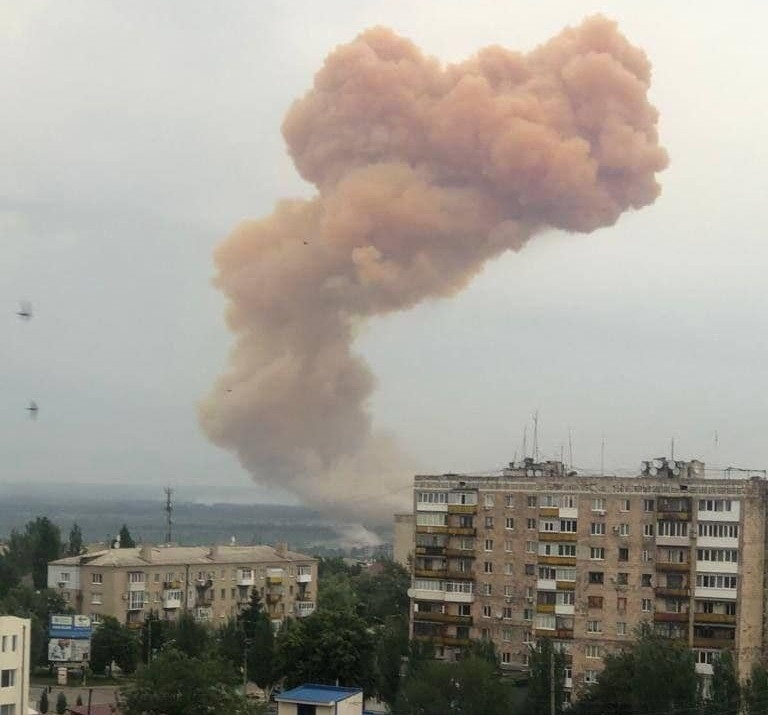
Kouř stoupající z chemičky po ruském náletu

Ke zlomu ve vývoji došlo na počátku května, kdy Rusové obsadili město Popasna jižně od Severodoněcku. 9. května jednotky Luhanské LR oznámily dobytí Nyžného a zahájení útoku na Toškivku. Šéf ukrajinské regionální policie prohlásil, že dvojměstí Severodoněck-Lysyčansk je z taktického hlediska obklíčeno, jelikož všechny silnice spojující jej se zbytkem Ukrajiny jsou v dostřelu ruského dělostřelectva. Ve městech byly přerušeny dodávky elektřiny a vody. 12. května bylo Rusy dobyto Rubižne. Po těchto úspěších se ruská vojska se omezila na ostřelování města a pokračování snahy o obklíčení. 
Zatímco pokus o překročení řeky Severní Doněc u Bilohorivky skončil pro útočníky katastrofální porážkou a ztrátami desítek tanků a další obrněné techniky, díky rozšíření průlomu na jihu u Popasné Rusům chybělo k dokončení obklíčení tisíců ukrajinských vojáků zhruba 25 kilometrů. Jistého postupu Rusové dosáhli jižně od Severodoněcku u obcí Toškivka, Pylpchatyne, Hirske a Zolote.

### Útok na město
27. května zahájily ruské síly přímý útok na město, přestože ještě nebylo zcela obklíčené a Ukrajinská armáda nadále kontrolovala sídla jako Metolkine, Borivske nebo část Rubižneho, čímž ohrožovala boky ruského útoku. Čečencům se podařil obsadit hotel Mir na severu města, zároveň pokračovala ruská snaha o obklíčení ukrajinských jednotek ze severu od Rubižného a z jihozápadu od Ustynivky a Borisvského. Situaci obráncům zkomplikovala i ztráta Lymanu.
29. května Rusové své útoky proti městu zintenzivnili a v následujících dnech se jim podařilo proniknout i do centra. 31. května už ovládali zhruba 70 % města. Luhanský guvernér Serhij Haidai poté oznámil, že se Ukrajinci "stahují na lépe bránitelné pozice".
Mezi 2. a 3. červnem však Ukrajinci i za pomoci zahraničních dobrovolníků přešli do překvapivého protiútoku, kterým osvobodili zhruba 20 % města. Dle kanadského experta na městské boje Jaysone Gerouxe se dokonce jednalo možná o nejrozsáhlejší protiútok obránců v městském boji v historii. Guvernér Haidai oznámil, že Rusové vrhají do útoku všechny své rezervy a ničí mosty přes Doněc s cílem odříznout město od ukrajinských posil i humanitární pomoci. Dva novináři Reuters byli zraněni a jejich řidič byl zabit.
Ačkoli 6. června luhanská administrativa hlásila další ukrajinský postup, například dle novináře Jurije Butusova Rusové opět převzali iniciativu a přinutili Ukrajince k ústupu. Podle šéfa Batalionu Svoboda ukrajinské Národní gardy Petro Kuzyka se bojovalo o každý blok. V následujících dnech Ukrajinci byli nuceni ustoupit do průmyslové zóny na západě města. Do 14. června Rusové zničili všechny tři mosty spojující Severodoněck s Lysyčanskem, čímž obráncům výrazně zkomplikovali možnost zásobování a případného ústupu; díky nízkému stavu hladiny Severního Donce však stále bylo možné řeku přebrodit.

### Ruské ultimátum a ukrajinský ústup
15. června Rusové vyslali obráncům Azotu, nejvýznamnějšímu ohnisku odporu ve městě, ultimátum na složení zbraní, které však bylo ignorováno. Společně s ukrajinskými jednotkami v areálu zůstávalo přes 500 civilistů, kteří byli navzdory bombardování postupně evakuováni. Přestože ruské zdroje hlásily, že se Ukrajinci nejen v Severodoněcku vzdávají, boje ve městě stále pokračovaly. 
20. června starosta Oleksander Stryuk prohlásil, že obránci drží více než třetinu města, ovšem guvernér Haidai oznámil, že Ukrajinci ovládají již pouze průmyslovou zónu na západě a zároveň došlo k dobytí města Metolkine. 22. června pak Ukrajinci oznámili ztrátu Toškivky, Pidlisne a Myrne Dolyny. 23. června Rusové dokázali obklíčit jednotky bránící města Hirske a Zolote a zároveň se výrazně od jihu přiblížili k Lysyčansku.
Bezprostřední hrozba obklíčení nejen v Severodoněcku, ale i Lysyčansku vedla ke konečnému ústupu obránců. 24. června Haidai oznámil, že ukrajinští vojáci dostali rozkaz se stáhnout z trosek Azotu, které nemá smysl bránit. Ukrajinský ústup, probíhající hlavně v noci, měl proběhnout bez obětí. Následující den Rusové obsadili zbývající část Severodoněcku, v němž zůstalo zhruba 10 000 civilistů, desetina předválečné populace, a sídel Voronove, Borivske a Syrotyne na jihovýchodě.

## Ztráty
V intenzivním městském boji a během intenzivního ruského ostřelování obě strany utrpěly těžké ztráty. Zatímco na straně útočníků byly způsobené zejména špatnou výzbrojí a výcvikem mobilizovaných jednotek separatistů, u obránců si většinu obětí vyžádala dělostřelecká převaha Rusů.
Ukrajinci v době nejtvrdších bojů přiznávali ztrátu (údaje pro celou zemi) 50-100 mrtvých vojácích denně, následně až 200 mrtvých, z nichž podstatnou část zřejmě tvořily ztráty v Severodoněcku.
Do konce května 2022 bylo ukrajinskou administrativou hlášeno ve městě zhruba 1 500 civilních obětí.

## Následky
Severodoněck byl po několik měsíců terčem rozsáhlého bombardování, které vedlo ke zničení nebo vážnému poškození 90 % všech budov ve městě. Dle Ukrajinců to byla podobně jako v bitvě o Mariupol součást ruské taktiky spálené země, která měla vést k naprostému zničení městské zástavby jako vhodných obranných pozic ukrajinských sil. Rozsah škod dle ukrajinských zdrojů vedl k otřesným životním podmínkám zbylých obyvatel Severodoněcku a hrozbě ekologické katastrofy kvůli bojům o továrnu Azot.
Vyčerpání ukrajinských jednotek a problémy se zásobováním v důsledku ruského ostřelování zásobovacích tras vedlo v krátké době i k porážce v bitvě o Lysyčansk a k ústupu Ukrajinců. Dlouhý ukrajinský odpor v Severodoněcku však znamenal vázání velkého množství ruských jednotek a výrazné zpomalení ruského ofenzívy na Donbase po neúspěšném tažení na Kyjev.